# Mexigonus
Mexigonus is een geslacht van spinnen uit de familie springspinnen (Salticidae).

## Soorten
De volgende soorten zijn bij het geslacht ingedeeld:
- Mexigonus arizonensis (Banks, 1904)
- Mexigonus dentichelis (F. O. P.-Cambridge, 1901)
- Mexigonus minutus (F. O. P.-Cambridge, 1901)
- Mexigonus morosus (Peckham & Peckham, 1888)